# 五蕊碱蓬
五蕊碱蓬（学名：Suaeda arcuata）为苋科碱蓬属的植物，其种加词“arcuata”意为“弓形的”、“弯曲的”。中国特有植物。分布在中国大陆的新疆等地，见于柽柳柽下，目前尚未由人工引种栽培。